# ねぎぼうずの唄
『ねぎぼうずの唄』（ねぎぼうずのうた）は、NET（現・テレビ朝日）系列の「ナショナルゴールデン劇場」（毎週木曜日21時台）の枠で、1974年3月28日から1974年8月29日まで放映されていたテレビドラマ。全23話。

## 概要
『だいこんの花』『にんじんの詩』『黄色いトマト』『じゃがいも』に続く、「野菜シリーズ」第5弾。これまでのシリーズは主に東京都内が舞台だったが、本作では岩手県の過疎の村「花沢村」を舞台に設定。撮影も全体の3分の1が野外での収録となった。
東京から二人の男が花沢村にやって来た。一人は村の診療所に赴任して来た医師、北里英三郎。英三郎はイガグリ頭で容姿がぱっとしない様子から、村人から「ねぎぼうず先生」と呼ばれるようになる。英三郎は、自分の父の代から続く診療所を守るハイミス看護婦・山中姫子と共に、村人の世話に当たる。もう一人は開発会社部長の田代。この村にレジャーランドを造るという目的で、村は田代の話題で持ち切りになった。しかし彼は実は詐欺師だという裏の一面があった。この二人を巻き込んで起きる出来事や事件などを描いた。

## キャスト
- 北里英三郎：緒形拳
- 山中姫子：江利チエミ
- 桃子（助手）：春川ますみ
- 田代（開発会社部長）：杉浦直樹
- 源太郎：三浦友和
- 葉子：村地弘美
- 源之助：志村喬
- 善兵衛（村会議員）：花沢徳衛
- 鈴木玄雲（住職）：浜田寅彦
- 神主：浜村純
- 権藤林太郎（大地主）：牟田悌三
- 古田由美子（教師）：松尾嘉代
- 古田巡査（由美子の父）：大坂志郎
- 幹子：浅野真弓
- 桃井かおり
- 純一：芦沢常法
- 森夫：山本紀彦
- 静：菅井きん
- ふさ：野村昭子
- 大河原一作（開発会社社長）：ハナ肇

ゲスト
- 道子：小牧りさ（第4話）
- 徳平：花上晃（第7話）
- 文江：三好美智子（第7話）
- 川崎伸子（女医）：工藤明子（第10話、第11話）
- 千石規子（第14話）
- 磯村早苗：上月左知子（第16話、第17話）
- 佐伯：本郷淳（第16話）
- 権藤宏一：千昌夫（第21話）
- スザンナ：ジョーン・シェパード（第21話）

## スタッフ
- 脚本：窪田篤人
- 演出：大村哲夫
- 制作：NET

## 主題歌
「ねぎぼうずの唄」 歌：江利チエミ （作詞：、作曲：山下毅雄）

## サブタイトル
1. 1974年3月28日 「田舎なれども花沢銀座」
2. 1974年4月4日 「人間嫌い医者嫌い」
3. 1974年4月11日 「村のロメオとジュリエット」
4. 1974年4月18日 「愛の釣竿」
5. 1974年4月25日 「荒野の決闘」
6. 1974年5月2日 「愛は仁術医は算術?」
7. 1974年5月9日 「親はなくとも子は育つ」
8. 1974年5月16日 「かための盃」
9. 1974年5月23日 「キューピッド誰を射る?」
10. 1974年5月30日 「招かれざる客」
11. 1974年6月6日 「女ふたりの寝物語」
12. 1974年6月13日 「母は帰らず」
13. 1974年6月20日 「結婚しようよ」
14. 1974年6月27日 「子連れ結婚式」
15. 1974年7月4日 「夫婦喧嘩第一号」
16. 1974年7月11日 「母と子の絆」
17. 1974年7月18日 「母の秘密」
18. 1974年7月25日 「ケチな男がやって来た」
19. 1974年8月1日 「ミカンの花は夏蜜柑?」
20. 1974年8月8日 「村で最初の暴行事件」
21. 1974年8月15日 「嫁サとるなら金髪娘」
22. 1974年8月22日 「ドジョウ変じて鯉になる」
23. 1974年8月29日 「村を去る人残る人」